# 1241
El 1241 (MCCXLI) fou un any comú començat en dimarts del calendari julià del calendari julià.

## Esdeveniments
- Els mongols envaeixen Polònia (Batalla de Liegnitz)

## Naixements
- 4 de setembre, Fife, (Escòcia): Alexandre III, rei d'Escòcia (m. 1286).[1]

## Necrològiques
- Snorri Sturluson, assassinat